# Corus caffer
Corus caffer là một loài bọ cánh cứng trong họ Cerambycidae.